# Юрак, Михаэль
Михаэль Юрак (нем. Michael Jurack; род. 14 февраля 1979, Штраубинг) — немецкий дзюдоист, чемпион и призёр чемпионатов Германии, бронзовый призёр летних Олимпийских игр 2004 года в Афинах.

## Карьера
Выступал в полутяжёлой (до 100 кг) весовой категории. Чемпион (2001, 2003) и бронзовый призёр (1999, 2002) чемпионатов Германии. Победитель и призёр международных турниров. Чемпион (2005) и бронзовый призёр (2000, 2002) чемпионатов мира среди военнослужащих. Бронзовый призёр Всемирных военных игр 1999 года в Загребе.
На летних Олимпийских играх 2004 года в Афинах Юрак победил грека Вассилеоса Илиадиса, кубинца Орейдиса Деспайне, француза Гислена Лемэра, но в полуфинале проиграл южнокорейцу Чану Сонхо, серебряному призёру этой Олимпиады. Таким образом, Юрак удостоился бронзовой награды.